# The Moment After
 (septembre 2016).
Si vous disposez d'ouvrages ou d'articles de référence ou si vous connaissez des sites web de qualité traitant du thème abordé ici, merci de compléter l'article en donnant les références utiles à sa vérifiabilité et en les liant à la section « Notes et références ».
Pour plus de détails, voir Fiche technique et Distribution.
The Moment After (VF: L´instant d´après) est un film américain réalisé par Wes Llewellyn, sorti en 1999. 
Interprété notamment par Kevin Downes, David A. R. White et Brad Heller, le film a fait l'objet d'une suite, The Moment After 2: The Awakening, sortie en 2006, avec les mêmes interprètes.

## Synopsis
Adam Riley (David A. R. White) et Charles Baker (Kevin Downes) sont des agents du FBI travaillant ensemble sur le terrain. Au siège du FBI, les agents reçoivent des explications, une nouvelle affectation et un dossier contenant des noms de personnes disparues sans explication. Leur mission consiste donc à interroger les proches, dont M. Fulton (Mike Wilson), Peggy (Judith Peterson) une infirmière et Catherine (Angela Robinson Witherspoon), la femme de George (Troy Winbush). En effet, les deux enfants de George, Troy et Tanya, font partie des disparus. Au moment, où les deux agents partent en mission, Charles est appelé par l'hôpital où sa femme a fait une fausse couche.

## Fiche technique
- Titre original : The Moment After
- Titre québécois : Une seconde après
- Réalisation : Wes Llewellyn
- Scénario : Kevin Downes, Amanda Llewellyn, Wes Llewellyn
- Photographie : Philip Hurn
- Musique : Marc Fantini
- Production : Kevin Downes, Brad Heller, Wes Llewellyn, David A.R. White
- Sociétés de production : TMA Productions, Christiano Film Group, Signal Hill Pictures
- Sociétés de distribution : Sony Pictures Home Entertainment (États-Unis)
- Pays de production :  États-Unis
- Langue originale : anglais
- Format : couleur - Ratio 1.85 : 1
- Genre : Drame, Science-fiction, Thriller
- Durée : 89 min
- Date de sortie : 
  - États-Unis : 4 juillet 1999

## Distribution
- Kevin Downes : Charles Baker
- David A. R. White : Adam Riley
- Brad Heller : Jacob Krause
- David Morin : Agent spécial Thomas
- Mike Wilson : Mr Fulton
- Amanda Llewellyn : Mme Fulton
- Kevin Copeland : John
- John Gilbert : Peter McCollum
- Teres Byrne : Dr Claire Holt
- Gregg Binkley : Dr Jason Hersch